# Limnophyes cranstoni
Limnophyes cranstoni är en tvåvingeart som beskrevs av Ole Anton Saether 1991. Limnophyes cranstoni ingår i släktet Limnophyes och familjen fjädermyggor.
Artens utbredningsområde är Andorra. Inga underarter finns listade i Catalogue of Life.